# Zico Waeytens
Zico Waeytens (Ledegem, 29 september 1991) is een Belgisch voormalig wielrenner die in 2019 op 28-jarige leeftijd zijn carrière afsloot bij Cofidis, Solutions Crédits. Na zijn wielercarrière probeert hij het te maken als bokser.
Op 22 april 2022 vocht Waeytens zijn eerste professionele bokskamp tegen ex-voetballer Maxim Simoens voor een uitverkochte zaal te Ledegem. Na drie rondes van twee minuten won de oud-renner op punten.
Toch kon hij de koers niet lossen. Op heden rijdt Waeytens rond met de VIP's voor Lotto Dstiny, waarbij hij de VIP's een unieke ervaring laat beleven achter de schermen van de koers.

## Belangrijkste overwinningen
2010
1e etappe Ronde van Navarra
2011
Ardense Pijl
2014
Tussensprintklassement Ronde van Wallonië
2016
4e etappe Ronde van België

## Resultaten in voornaamste wedstrijden
| Jaar | Ronde van Italië | Ronde van Frankrijk | Ronde van Spanje |
| ---- | ---------------- | ------------------- | ---------------- |
| 2011 |                  |                     |                  |
| 2012 |                  |                     |                  |
| 2013 |                  |                     |                  |
| 2014 |                  |                     |                  |
| 2015 |                  |                     | 157e             |
| 2016 |                  |                     | opgave           |
| 2017 |                  |                     |                  |
| 2018 |                  |                     |                  |
| 2019 |                  |                     |                  |

| Jaar | Milaan-San Remo | Gent-Wevelgem | Ronde van Vlaanderen | Parijs-Roubaix | Amstel Gold Race | Parijs-Tours | E3 Harelbeke |  | WK op de weg |  | Wereldranglijsten |
| ---- | --------------- | ------------- | -------------------- | -------------- | ---------------- | ------------ | ------------ |  | ------------ |  | ----------------- |
| 2011 |                 |               |                      |                |                  | opgave       |              |  |              |  |                   |
| 2012 |                 |               |                      |                |                  | 27e          | opgave       |  |              |  |                   |
| 2013 |                 |               |                      |                |                  | 49e          |              |  |              |  |                   |
| 2014 |                 |               | 35e                  |                | 88e              |              |              |  |              |  |                   |
| 2015 | 70e             | 14e           | 31e                  |                | opgave           |              | 29e          |  |              |  |                   |
| 2016 | 64e             | 40e           | 87e                  |                |                  | 11e          | 95e          |  |              |  | 227e (UWT)        |
| 2017 |                 |               | opgave               | opgave         |                  |              | opgave       |  |              |  |                   |
| 2018 |                 | 69e           | opgave               |                |                  |              |              |  |              |  |                   |
| 2019 | 123e            | opgave        | opgave               |                |                  |              | 85e          |  |              |  |                   |

## Ploegen
- 2011 –  Topsport Vlaanderen-Mercator (stagiair vanaf 1 augustus)
- 2012 –  Topsport Vlaanderen-Mercator
- 2013 –  Topsport Vlaanderen-Baloise
- 2014 –  Topsport Vlaanderen-Baloise
- 2015 –  Team Giant-Alpecin
- 2016 –  Team Giant-Alpecin
- 2017 –  Team Sunweb
- 2018 –  Veranda's Willems-Crelan
- 2019 –  Cofidis, Solutions Crédits

Armée · Baugnies · Boeckmans · Coenen · Cornu · De Ketele · De Vreese · Jacobs · Jodts · G.Joseph · S.Joseph · Mertens · Neirynck · Salomein · Serry · Steurs · Van Hecke · Van Staeyen · Van Vooren · Vanspeybrouck · Wallays · Waeytens (stagiair) 
Armée · Cornu · De Jonghe · De Ketele · De Vreese · Declercq · Jacobs · Jodts · Lietaer · Mertens · Neirynck · Salomein · Serry · Van Asbroeck · Van Hecke · Van Hoecke · Van Staeyen · Van Vooren · Vanoverberghe · Vandousselaere · Vanspeybrouck · Waeytens · Wallays
Armée · Cornu · De Buyst · De Jonghe · De Ketele · De Vreese · Declercq · Helven · Jacobs · Lampaert · Lietaer · Mertens · Neirynck · Salomein · Sprengers · Van Asbroeck · Van Hecke · Van Hoecke · Van Staeyen · Vanbilsen · Vandousselaere · Vanoverberghe · Vanspeybrouck · Waeytens · Wallays
Campenaerts · De Pauw · De Buyst · De Jonghe · De Ketele · Declercq · Helven · Jacobs · Lampaert · Lietaer · Rickaert · Salomein · Sprengers · Steels · Theuns · Van Asbroeck · Van Hecke · Van Hoecke · Vanoverberghe · Van Staeyen · Vanbilsen · Vanspeybrouck · Vergaerde · Waeytens ·  Wallays
Arndt · Barguil · Craddock · Curvers · De Backer · De Kort · Degenkolb · Dumoulin · Fairly · Fröhlinger · Geschke · Haga · Hupond · Ji · Jones · Kittel · F. Ludvigsson · T. Ludvigsson · Mezgec · Olivier · Preidler · Sinkeldam · Stamsnijder · Timmer · Van der Haar · Veelers · Waeytens · Walscheid (stagiair)
Andersen · Arndt · Barguil · Curvers · Ten Dam · De Backer · Degenkolb · Dumoulin · Fairly · Fröhlinger · Geschke · Van der Haar · Haga · Ji · Jones · De Kort · F. Ludvigsson · T. Ludvigsson · Lunke · Oomen · Preidler · Sinkeldam · Stamsnijder · Timmer · Veelers · Waeytens · Walscheid · Hoekstra (stagiair) · Kanter (stagiair) · Tusveld (stagiair)
Andersen · Arndt · Barguil · Bauhaus · Curvers · Ten Dam · De Backer · Dumoulin   · Fröhlinger · Geschke · Haga · Hamilton · Hofstede · Kämna · Kelderman · Lunke · Matthews · Oomen · Preidler · Sinkeldam · Stamsnijder · Teunissen · Timmer · Waeytens · Walscheid · Kanter (stagiair) · Rohde (stagiair)
De Bie · De Bondt · De Witte · Devolder · Duijn · Godrie · Goolaerts · Kruopis · Leysen · Livyns · Merlier · Steels · Tanner · van Aert · Van Breussegem · Waeytens
Atapuma · Berhane · N. Bouhanni · R. Bouhanni · Chetout · Claeys · Edet · Fortin · Hansen · Jesús Herrada · José Herrada · Hofstetter · Lafay · Laporte · Le Turnier · Lemoine · Maté · Mathis · Morin · Perez · Périchon · Rossetto · Simon · Soupe · Touzé · Van Lerberghe · Vanbilsen · Waeytens · Finé (stagiair) · Leyder (stagiair) · Viviani (stagiair)